# William S. Beardsley
William Shane «Bill» Beardsley (Beacon, Iowa, 13 de mayo de 1901- 21 de noviembre de 1954) fue un político estadounidense, miembro del Partido Republicano. Fue el 31.er gobernador de Iowa desde 1949 hasta 1954.  Beardsley murió en un accidente de coche. Fue sucedido por el vicegobernador de Leo Elthon.